# 1518.
◄ | 15. stoljeće | 16. stoljeće | 17. stoljeće | ►
◄ | 1480-ih | 1490-ih | 1500-ih | 1510-ih | 1520-ih | 1530-ih | 1540-ih | ►
◄◄ | ◄ | 1515. | 1516. | 1517. | 1518. | 1519. | 1520. | 1521. | ► | ►►
Arhitektura • Astronomija • Glazba • Kazalište • Kiparstvo • Knjige • Književnost • Kršćanstvo • Medicina • Politika • Pravo • Promet • Slikarstvo • Znanost

## Događaji
- Trogiranin Trankvil Andreis kao poslanik bana Petra Berislavića drži govor "Govorom protiv Turaka"

## Rođenja
- Jacopo Tintoretto, talijanski slikar († 1594.)

## Smrti
- Mihajlo Hamzić – hrvatski slikar (* oko 1460.)

## Vanjske poveznice
|  | Zajednički poslužitelj ima još gradiva o temi 1518. |